# Gurkowo
Gurkowo (bułg. Гурково) – miasto w Bułgarii, w obwodzie Stara Zagora, siedziba administracyjna gminy Gurkowo. Według danych szacunkowych Ujednoliconego Systemu Ewidencji Ludności oraz Usług Administracyjnych dla Ludności, 15 marca 2016 roku miasto liczyło 2979 mieszkańców.
Nazwa miejscowości ulegała wielokrotnym zmianom. Przez XIX wiek Chajnito, Chainoto lub Chaineto. W 1906 roku miejscowość została przemianowana na Gurkowo, a w okresie od 1940 do 1947 r. nazywała się Generał Gurkowo. W 1974 roku Gurkowo otrzymało prawa miejskie.